# Grand spitz
Le Large spitz (en allemand Grossspitz ou Großspitz) est une variété de taille du spitz allemand, race de chien originaire d'Allemagne. Il s'agit de la seconde variété la plus grande, elle admet trois couleurs de robe, le noir, le brun et le blanc. 

## Historique

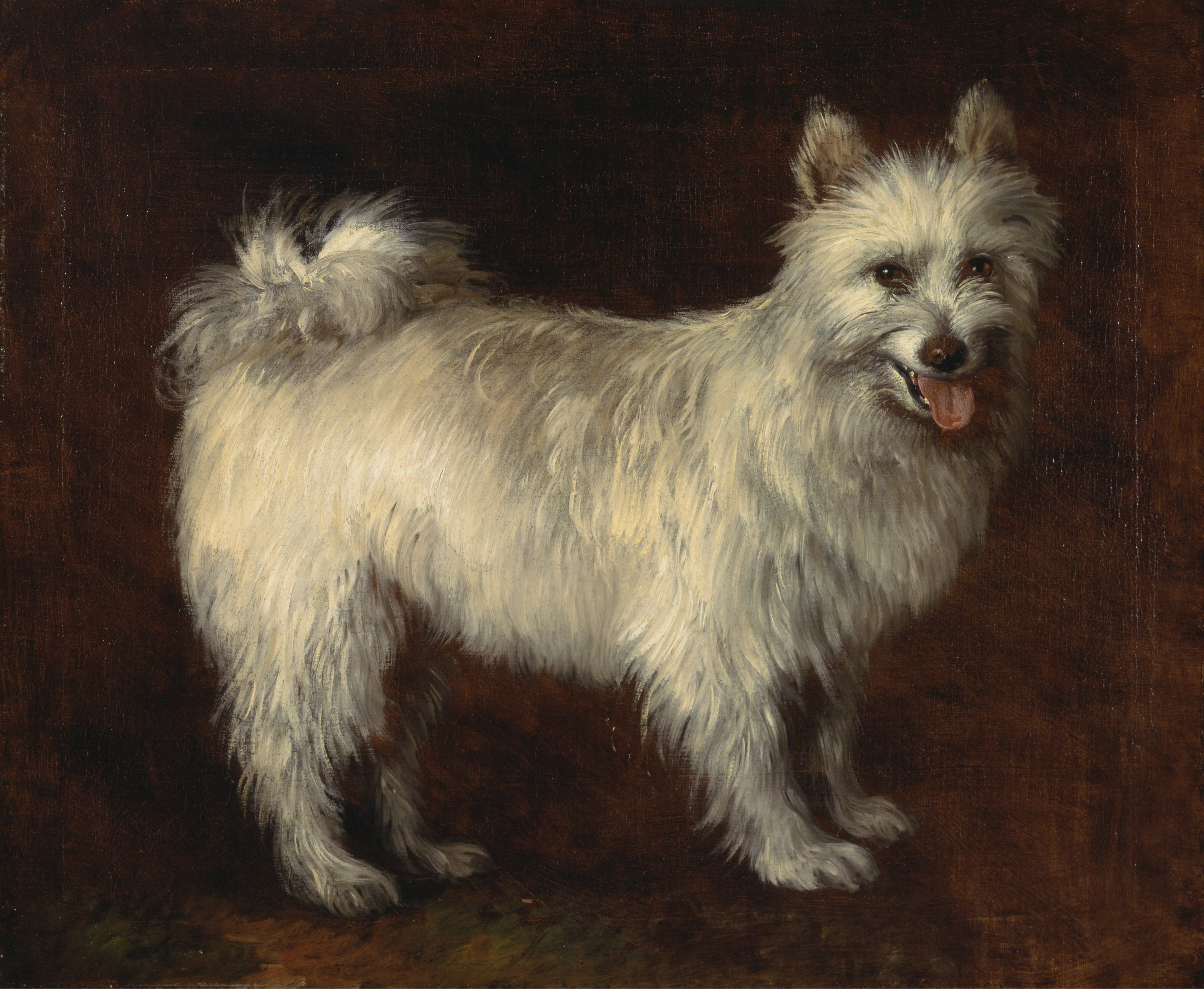
Spitz par Thomas Gainsborough (vers 1765).

Le spitz allemand descend probablement des chiens de tourbières de l’âge de la pierre. La variété naine, plus connue sous le nom de loulou de Poméranie devient populaire auprès de l'aristocratie à partir du XVIIIe siècle,. En France, seul le spitz nain est connu et le premier grand spitz n'est inscrit pour la première fois au livre des origines français (LOF) qu'en 1986.

## Standard
Le grand spitz suit le standard du spitz allemand, qui admet cinq tailles. Le grand spitz représente la plus grande taille. Tous les spitz allemands ont un corps qui s'inscrit dans un carré, avec une queue attachée haut portée enroulée sur le dos. La tête en forme de coin rappelle celle du renard avec des yeux vifs de taille moyenne et de couleur foncée des petites oreilles triangulaires et bien rapprochées. Contrairement aux variétés plus petites, le grand spitz doit être muni de toutes ses dents. Le standard précise que pour le grand spitz, le rapport entre la longueur du museau et celle du crâne est d'environ deux tiers.
Tous les spitz allemands ont un pelage double : en couverture, un poil long, raide et écarté, et en sous-poil une sorte de ouate épaisse et courte. Ce double poil ne couvre pas la tête, les oreilles ni les faces antérieures des membres et les pieds, recouvert d'un poil court et dense ressemblant à du velours. Le spitz allemand possède une collerette imposante, telle une crinière et une queue en panache.
Le grand spitz admet trois couleurs :
- Le noir : le sous-poil et la peau sont de couleur foncée. La couleur est noir laqué sans trace de blanc et sans marque quelconque.
- Le marron : il s'agit d'un marron foncé uniforme.
- Le blanc : blanc pur, sans ombre aucune, sans nuance jaunâtre sur les oreilles.

## Caractère
Le spitz allemand est décrit dans le standard FCI comme attentif, vif et attaché à son maître. Il est facile à éduquer bien que méfiant envers les inconnus. L'instinct de chasse est absent. Il n'est ni peureux ni agressif.